# 繁穗莧
繁穗莧（學名：Amaranthus cruentus）是莧科莧屬的植物，原产于墨西哥中部至尼加拉瓜。其種子在苋属植物中，千穗谷、尾穗苋與繁穗莧的種子莧籽營養豐富，可做為主食。
繁穗莧另有數個常见的名字，包括血苋菜（blood amaranth）、红苋菜（Red amaranth）、紫苋菜（Purple amaranth）、 王子羽毛（Prince's feather）和墨西哥粒苋菜（Mexican grain amaranth）。

## 描述
繁穗莧是高大的一年生草本植物，顶部有深粉色的花簇。它可长至2公尺以上，夏季至秋季开花。绿穗苋與繁穗莧有許多共同特徵，被認為親緣關係相近。

## 用途
繁穗莧在前4千纪就已在北美洲和中美洲種植，被人類當作食物來源。野生的繁穗莧為黑色，被馴化後成為白色。
繁穗莧的種子能被製成多種料理，除能磨成麵粉、製作類似爆米花的食物、煮成粥，或是製作點心Alegría。
它的葉子煮熟後可以食用，種子發芽後亦可食用。虽然繁穗莧不再是美洲的主食，但它仍然被作为健康食品銷售。在氣候變遷下，它成為非洲自给农民的重要作物。
在印度恰蒂斯加爾邦，繁穗莧用來製作稱為 Lal Bhaji的料理。在马哈拉施特拉邦，在印度教的月份Shravan期間，繁穗莧以椰絲炒製，作為節日期間的供菜。莖部則用來與 Vaal扁豆一同製成咖哩。
在祖尼族中，植物羽毛狀的部分會被磨成細粉，用來為儀式用的麵包染成紅色。壓碎的葉子與花也會加水搓揉後可以作為腮紅。
在印度喜馬偕爾邦的金瑙爾縣，繁穗莧的籽能用來製作 kheer（一種甜米布丁），通常在婚禮上作為甜點供應。磨成麵粉後也可油炸製成恰巴帝。

## 種植
繁穗莧因其羽毛状的花而被栽培为观赏植物通常由种子培育而成，在早春时节在溫室裡播种，夏季移栽。

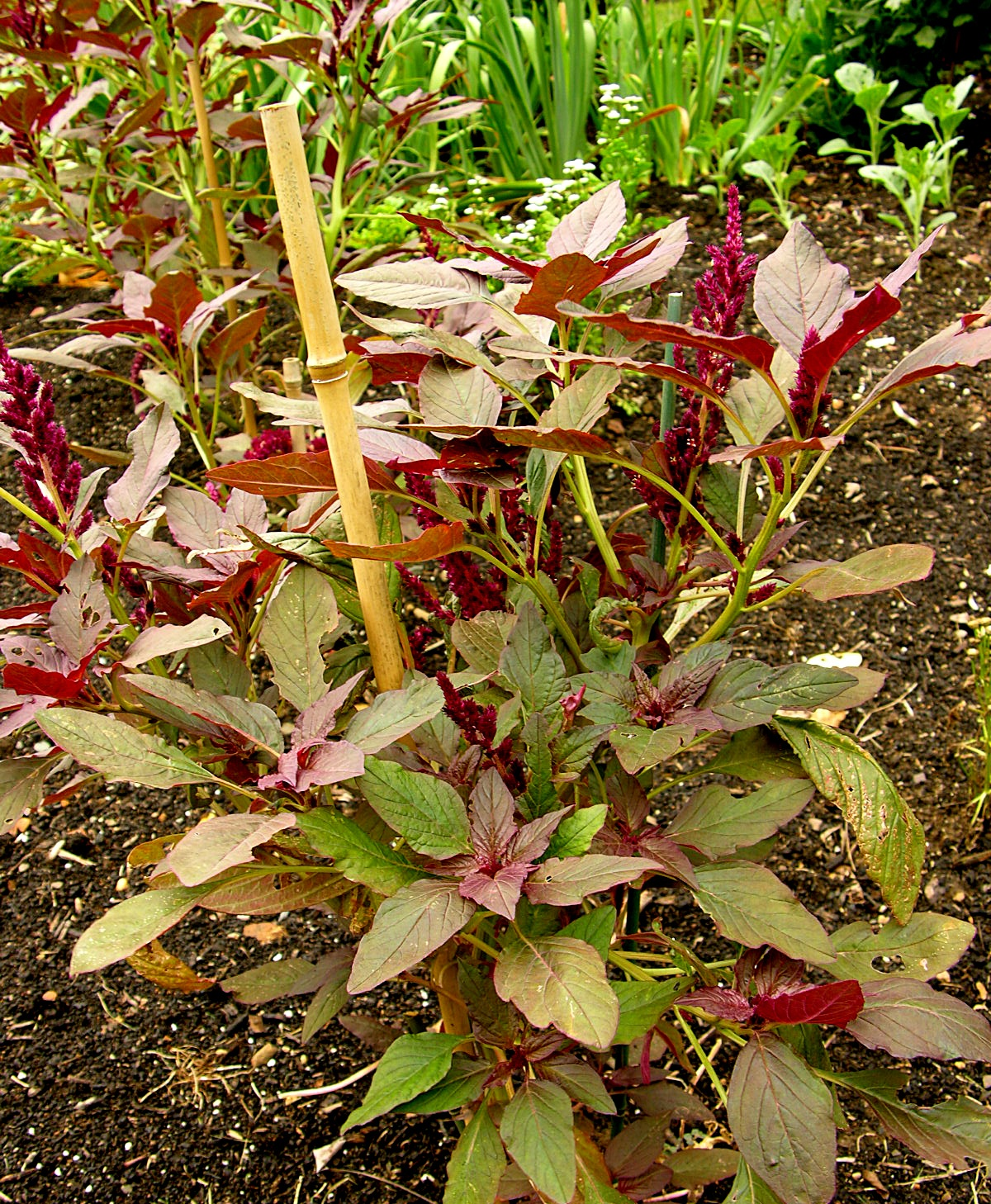
葉
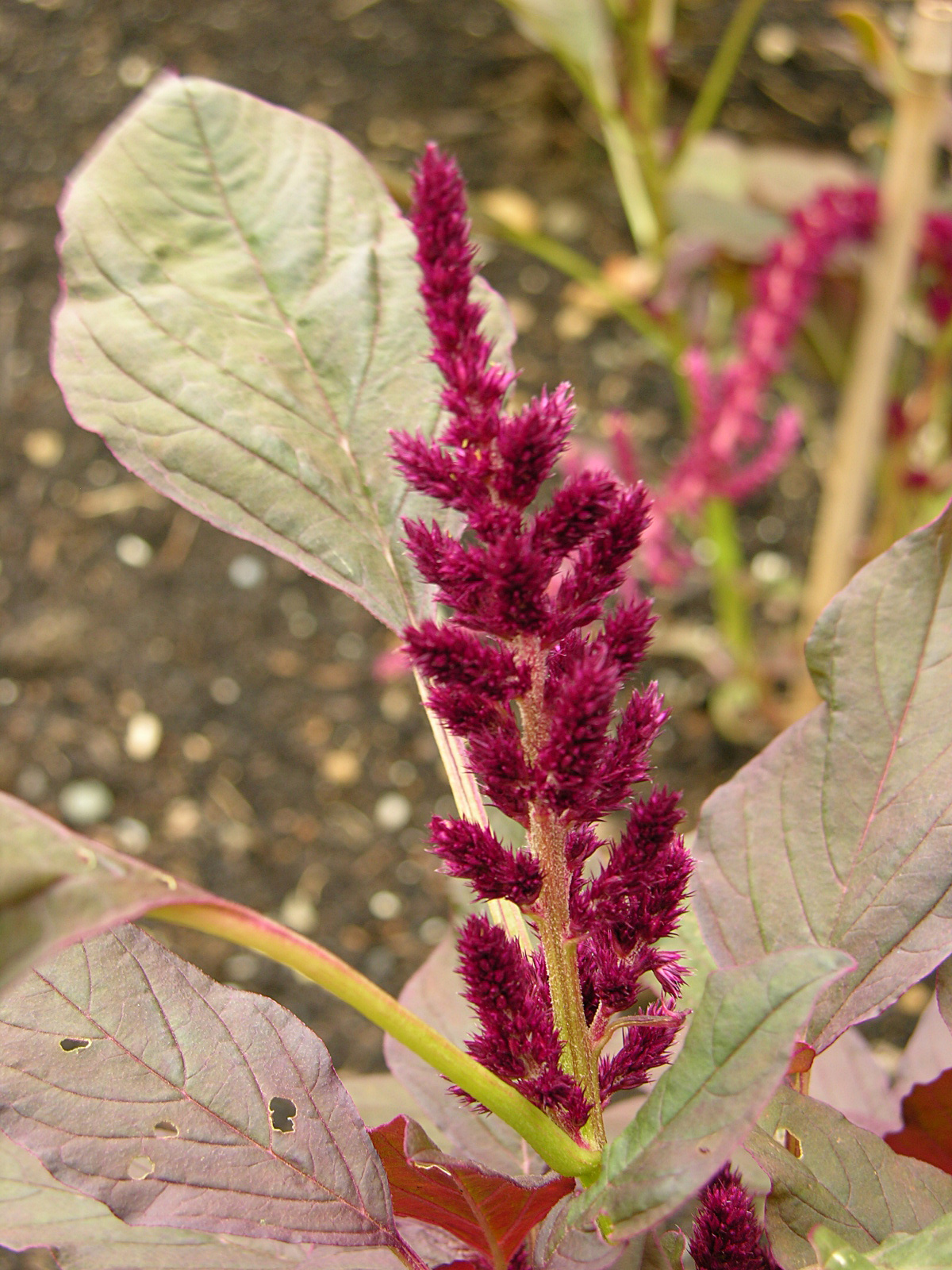
花
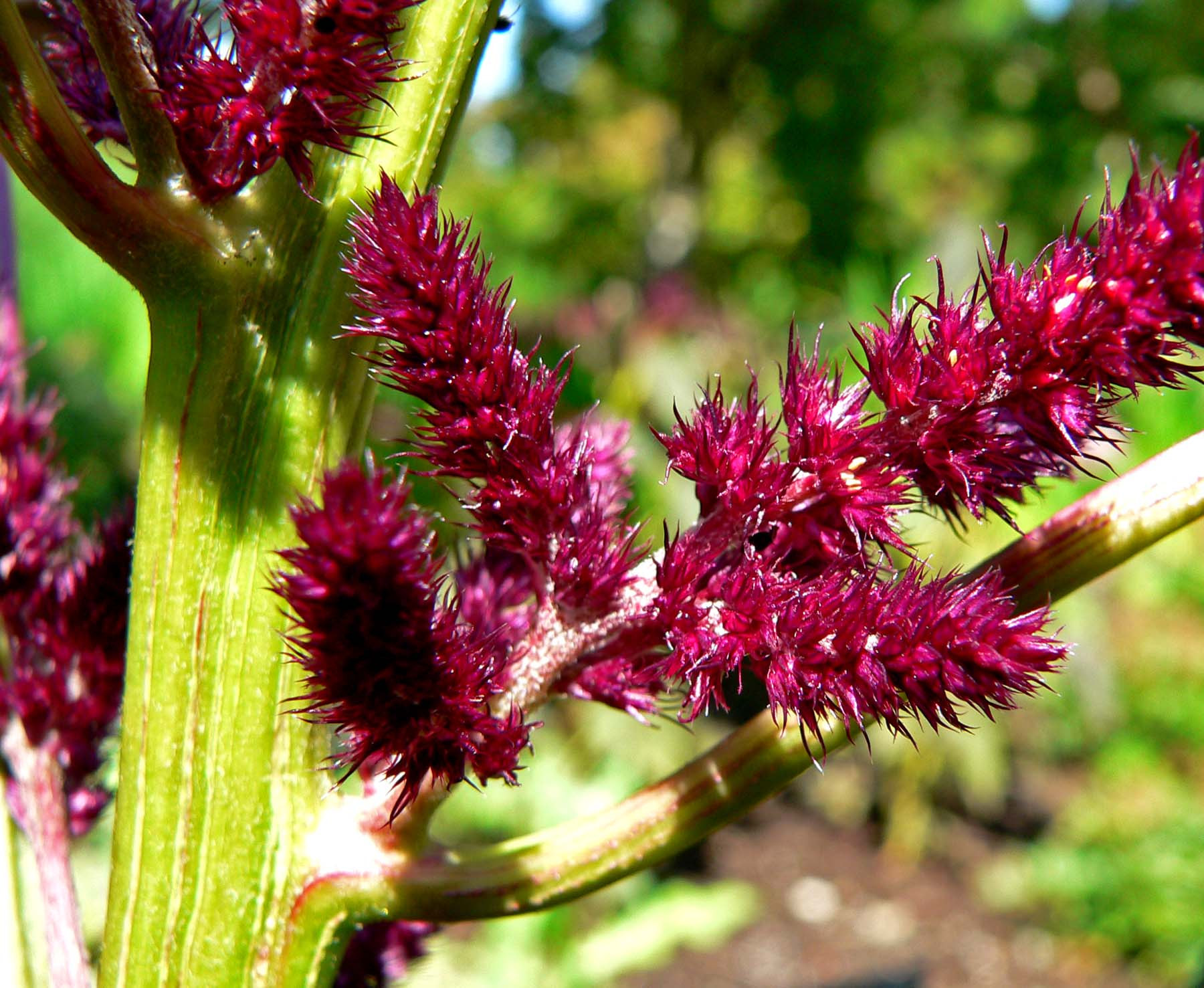
花特写

## 外部連結
- 杰普森手法治疗
- 苋菜上的 PROTAbase